# Irregulars de Baker Street
Els Irregulars de Baker Street són personatges de ficció que apareixen en tres històries de Sherlock Holmes, concretament dues novel·les i un conte, d'Arthur Conan Doyle. Són nois del carrer que són emprats per Holmes com a agents d'intel·ligència. El nom ha estat posteriorment adoptat per altres organitzacions, sobretot una prestigiosa i exclusiva societat literària fundada als Estats Units per Christopher Morley el 1934.

## Perfil de ficció
Els Irregulars de Baker Street originals són personatges de ficció que apareixen a les històries de Sherlock Holmes d'Arthur Conan Doyle. El grup està liderat per un nen anomenat Wiggins. Fan encàrrecs i rastregen informació per a Holmes. Segons Holmes, són capaços d'"anar a tot arreu i escoltar-ho tot". Holmes també diu que "també són esmolats com les agulles; l'únic que volen és organització". A The Sign of the Four, que té lloc el 1888, es mostra que Holmes els paga a cadascun un xíling per dia (equivalent a £6 de 2021) [3], i Holmes ofereix un premi d'una guinea (equivalent to £124 el 2021) [3] com a recompensa per a qui localitzi la barca que vol que trobin.

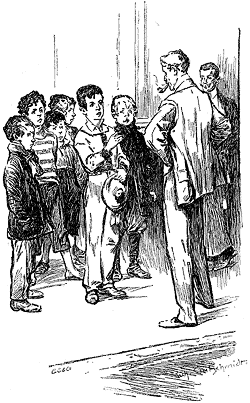
Sherlock coneix els irregulars a Estudi en escarlata, tal com il·lustra Richard Gutschmidt

El grup apareix a la primera història de Sherlock Holmes, la novel·la Estudi en escarlata (1887), que se situa el 1881. Quan Watson coneix el grup, els descriu com "mitja dotzena dels àrabs de carrer més bruts i esparracats que he vist mai". Holmes els presenta com "la divisió de Baker Street del cos policial detectiu". El grup entrava junt al 221B de Baker Street, però com que van molestar l'arrendadora de Holmes (que no té nom en aquesta història però que després passarà a dir-se Mrs. Hudson), Holmes els diu que en el futur, només el seu líder, Wiggins, hauria d'informar-li. Els paga a cadascun un xíling per localitzar un determinat taxista. Troben el taxista, Jefferson Hope, amb èxit. Wiggins el porta al 221B de Baker Street, on el taxista és detingut per Holmes.
També apareixen a la següent novel·la, El signe dels quatre (1890), ambientada el 1888, en la qual un dels capítols es titula "Els irregulars de Baker Street". En aquesta història, Holmes els descriu com "la força no oficial: els irregulars de Baker Street". Com a Estudi en escarlata, el grup entra junts al 221B de Baker Street i Holmes els ordena que només en el futur l'informi Wiggins. Wiggins rep tres xílings i sis penicsde Holmes per despeses a més del seu salari habitual. Holmes dirigeix als Irregulars de Baker Street perquè cerquin una barca a vapor anomenada Aurora. Tanmateix, no ho aconsegueixen i Holmes finalment s'uneix a la recerca disfressant-se de mariner. Tot i que han passat aproximadament set anys des d'Estudi en escarlata, Wiggins segueix sent el líder dels Irregulars de Baker Street. Se'l descriu com més alt i vell que els altres, i té un "aire de superioritat relaxada".
Un dels membres del grup apareix al conte "L'aventura del geperut" (1893). A la història, Holmes fa que un membre del grup, anomenat Simpson, vigili Henry Wood. Com diu Holmes, "Tinc un dels meus nois de Baker Street muntant la guàrdia sobre ell que se li enganxaria com una rebava, va allà on vol". Simpson, a qui Watson descriu com "un petit àrab de carrer", apareix breument a la història per informar a Holmes.
Encara que no és un dels Irregulars de Baker Street, un personatge similar anomenat Cartwright apareix a El gos dels Baskerville (1902). Cartwright, que treballa en una oficina de missatgeria del districte, fa encàrrecs en secret per a Holmes al pantà i el manté proveït mentre es disfressa de noi de camp. En un moment donat, Watson veu el Cartwright disfressat fent encàrrecs, i el descriu com "un petit eriçó" i una "figura tosca i esparracada". Cartwright és descrit a la novel·la com un "nen de catorze anys". Un altre personatge similar, un patge anomenat Billy, ajuda Holmes a " L'aventura de la pedra Mazarin ".
Segons Daniel Smith al seu llibre La Companyia de Sherlock Holmes, Holmes era hàbil per mantenir una xarxa d'agents que podien ajudar-lo en qualsevol situació, i aquesta xarxa incloïa múltiples figures "foranes" com els Irregulars de Baker Street, així com Cartwright, Billy i l'antic criminal Shinwell Johnson. Smith va escriure que això demostra que Holmes "va adonar-se del valor dels assistents fiables i va ser prou humil com per buscar-los en llocs on altres persones de la seva condició no s'haurien dignat mai a trepitjar".